# Koolhoven F.K.41

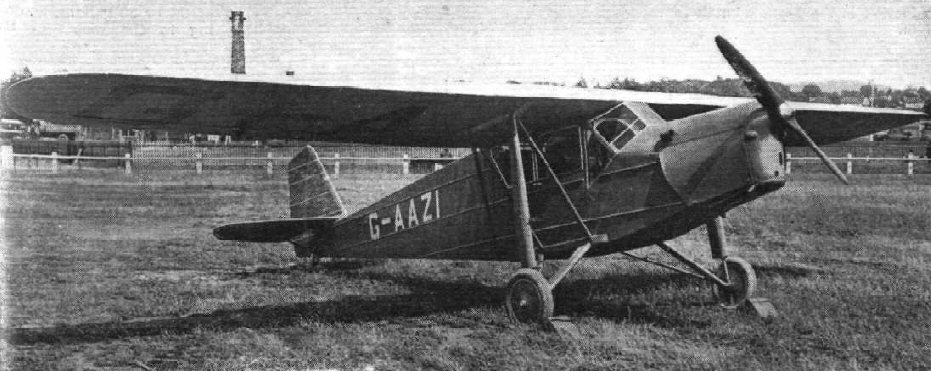
Desoutter-II (Koolhoven F.K.41), herkenbaar aan de omgedraaide lijnmotor.

De Koolhoven F.K.41 was een driepersoons hoogdekker ontworpen door de Nederlandse vliegtuigconstructeur Frits Koolhoven. Het vliegtuig is in licente gebouwd door de Engelse vliegtuigbouwer Desoutter Aircraft Company. Het voor zijn tijd vooruitstrevende ontwerp met een gesloten cabine werd vanaf 1930 gebruikt door vliegclubs, vliegopleidingen en voor taxivluchten. Vliegtuigenfabriek Koolhoven heeft zes stuks gebouwd. Bij Desoutter hebben er totaal 41 de fabriek verlaten.

## Historie
De Desoutter MK-I en later de MK-II hebben over de hele wereld gevlogen. Naast Nederland en Engeland in: Scandinavië, Zuid-Afrika, Argentinië India, Australië en Nieuw-Zeeland. In 1934 vloog een Desoutter MK-II  van Mildenhall (Engeland) naar Melbourne (Australië) tijdens deelname aan de MacRobertson Air Race; de MK-II werd op handicap zevende met een racetijd van 11 dagen. De vliegtijd (totale tijd in de lucht) bedroeg 129 uur en 47 minuten.

## Varianten
Koolhoven F.K.41Originele in Nederland gebouwde versie, zes gebouwd, met verschillende motoren: 90 pk ADC Cirrus, 100 pk Siemens-Halske Sh 11 of een andere motor met ongeveer tussen de 60-100 pk
Desoutter DolphinEen door Desoutter aangepaste F.K.41
Desoutter Mk.IOok enkele maanden kortweg Desoutter geheten – In Engeland in licentie gebouwde F.K.41. Met een aangepast staartgedeelte en Cirrus Hermes motor, 28 stuks geproduceerd.
Desoutter Mk.II(Sports Coupé) aangepaste  Mk.I met omgedraaide lijnmotor (krukas boven, cilinders beneden), nieuw ontworpen verticaal staartvlak en voorruit. 13 exemplaren gebouwd.

## Specificaties

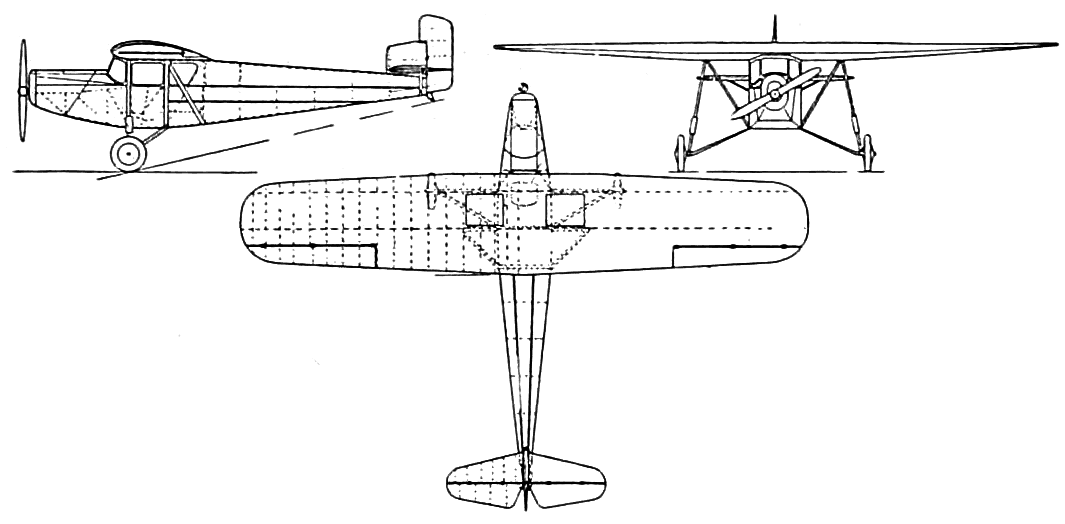
Desoutter MK-I, tekening met drie aanzichten

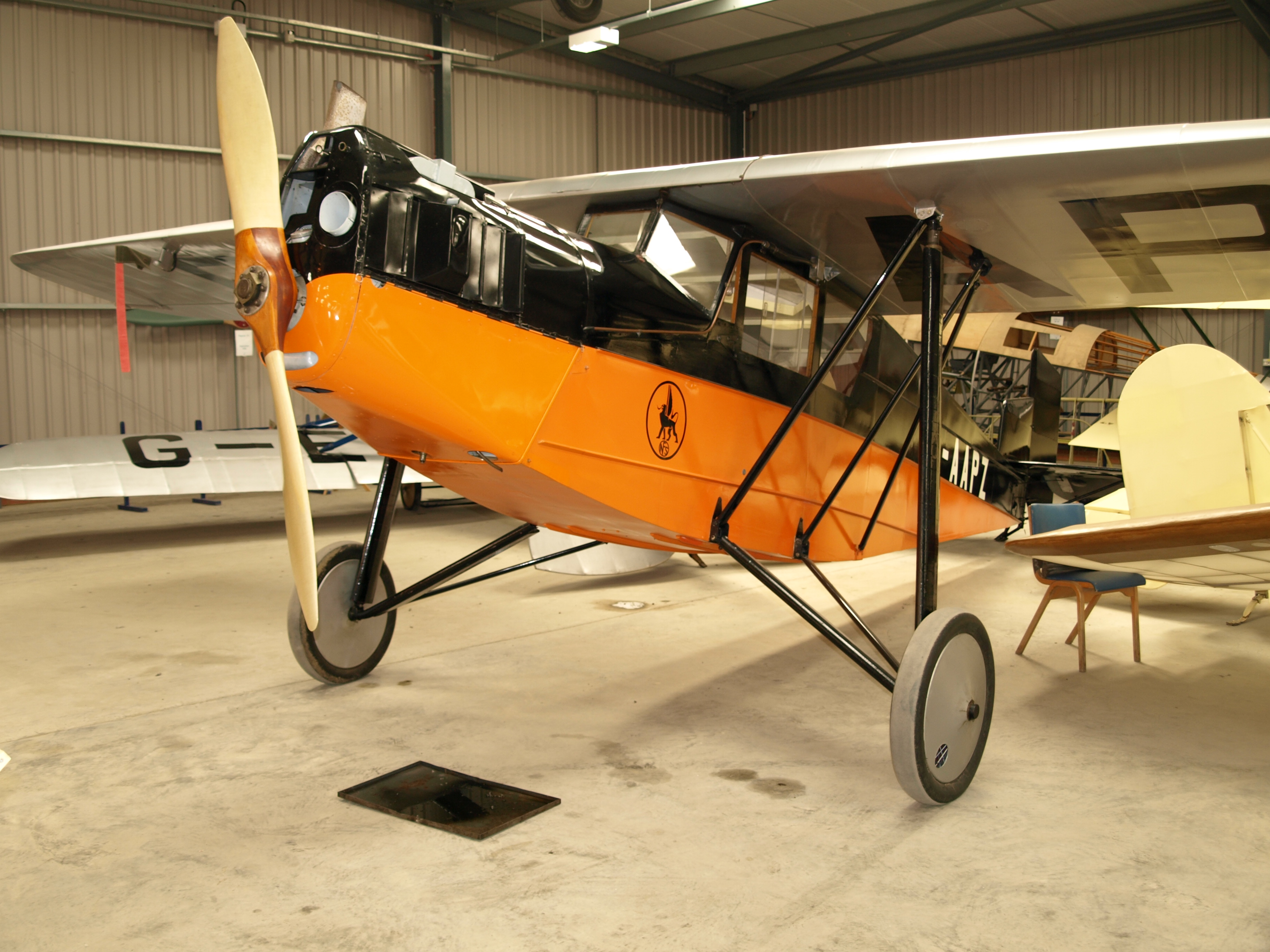
Desoutter MK-I. Uitgevoerd met staande lijnmotor, waardoor de propeller weinig grondspeling heeft. Shuttleworth Collection

- Type: Koolhoven F.K.41 (door Desoutter in licentie gebouwde MK-I)
- Rol: Sportvliegtuig en lestoestel
- Bemanning: 1
- Passagiers: 2
- Lengte: 7,90 m
- Spanwijdte: 10,90 m
- Hoogte: 2,15
- Leeggewicht: 536 kg
- Maximum gewicht: 863 kg
- Motor: 1 × de Havilland Gipsy III luchtgekoelde viercilinder lijnmotor, 120 pk
- Propeller: tweeblads
- Eerste vlucht: 1930
- Aantal gebouwd: Koolhoven F.K.41 (6), Desoutter MK-I en MK-II (41)

Prestaties
- Maximumsnelheid: 201 km/u
- Kruissnelheid: 159 km/u
- Overtreksnelheid: 74 km/u
- Klimsnelheid: 5 m/s
- Plafond: 5200  m
- Vliegbereik: 900 km